# John Turner (homme politique)
Pour les articles homonymes, voir John Turner.
John Turner, né le 7 juin 1929 à Richmond (Angleterre) et mort le 19 septembre 2020 à Toronto (Ontario), est un avocat et homme d'État canadien. Il est premier ministre du Canada du 30 juin au 16 septembre 1984.
Membre du Parti libéral du Canada, il est élu député à la Chambre des communes du Canada en 1962. Dans le cabinet du premier ministre Pierre Elliott Trudeau, il occupe les postes du ministre de la justice de 1968 à 1972 puis du ministre des finances de 1972 jusqu'à sa démission en 1975. Il fait un retour politique lorsqu'il gagne la chefferie du parti libéral en juin 1984 après la démission de Trudeau et devient donc premier ministre, bien qu'il ne soit ni député ni sénateur. Lors des élections fédérales canadiennes de septembre 1984, le Parti progressiste-conservateur gagne une majorité absolue de sièges. Son mandat de 79 jours en poste est le deuxième plus court de l'histoire canadienne. Il reste le chef de l'opposition officielle et dirige le Parti libéral pendant les élections fédérales de 1988 jusqu'à sa démission de la chefferie du parti en 1990. Il ne se représente pas à titre de député lors des élections fédérales de 1993.

## Biographie
John Napier Wyndham Turner naît le 7 juin 1929 à Richmond dans le Surrey en Angleterre, de Leonard, journaliste de nationalité britannique et de Phyllis Gregory, sa mère de nationalité canadienne originaire de Colombie-Britannique,. Au décès de son père, en 1932, alors qu'il n'a que trois ans, sa mère (en) ramène la famille au Canada et s'installe d'abord chez ses parents à Rossland en Colombie-Britannique, puis en 1934 à Ottawa où elle travaille comme économiste pour le gouvernement du Canada. Après la guerre, elle épouse Frank Ross, un industriel de Vancouver,. C'est ainsi que John Turner se retrouve à Vancouver où il étudie à l'Université de la Colombie-Britannique, de laquelle il obtient un baccalauréat universitaire ès lettres avec honneurs. 
Par la suite, il poursuit des études au Magdalen College de l'Université d'Oxford (récipiendaire d'une bourse Rhodes, licencié en droit civil). En 1952, il est admis au barreau britannique et pratique le droit criminel dans le district londonien de Bow Street, avant de continuer ses études pendant un an à l'université de Paris (Sorbonne) dans le cadre d'une thèse de doctorat,. Fin 1953, de retour au Canada, Turner pratique le droit à Montréal pour la firme McMillan & Binch avant d'être élu au Parlement du Canada en 1962.

### Carrière politique
John Turner se joint au Parti libéral du Canada en 1960 et devient candidat du parti lors des élections fédérales de juin 1962. Il est élu député de la circonscription de Saint-Laurent—Saint-Georges à la Chambre des communes.
Il sert dans le cabinet du premier ministre Lester B. Pearson dans divers postes de ministre. Lorsque Pearson se retire, Turner est candidat pour lui succéder, et il termine au troisième rang lors de la convention libérale en 1968, lors de la victoire de Pierre Trudeau. Turner sert au cabinet de Trudeau comme ministre de la Justice pendant la Crise d'Octobre, puis est ministre des Finances jusqu'à sa démission en 1975. La loi Public Order Temporary Measures Act de décembre 1970 (Crise d'Octobre), qui sert à remplacer la Loi des mesures de guerre, porte aussi son nom (les journaux parlaient de Loi Turner).
De 1975 à 1984, il œuvre comme avocat à Bay Street. Quand Pierre Trudeau démissionne en tant que chef du Parti libéral en 1979, Turner annonce qu'il ne sera pas candidat pour la chefferie du Parti libéral.

#### Premier ministre
Lors de la seconde démission du premier ministre Trudeau en 1984, John Turner se présente à nouveau et est élu chef du parti, devant Jean Chrétien, lors de la convention libérale de juin 1984.
John Turner est premier ministre du Canada pendant un peu plus de 2 mois et demi. Son mandat est parmi les plus courts de l'histoire politique canadienne. Son gouvernement ne promulgue aucune législation durant son passage.

#### Défaite par les conservateurs de Mulroney
Il est défait par le Parti progressiste-conservateur de Brian Mulroney lors de l'élection fédérale canadienne de 1984, ne récoltant qu'une quarantaine de sièges. Le tournant de la campagne est sans aucun doute le débat des chefs au milieu de l'élection, défavorable à Turner.

#### Chef de l’opposition officielle
Après l'élection, Turner devient chef de l'opposition, et perd de nouveau contre Brian Mulroney lors de l'élection fédérale canadienne de 1988.    

#### Retrait de la vie politique
Jean Chrétien démissionne du Parlement en 1985, et mène une longue et amère lutte pour prendre la place de John Turner, et réussit finalement lorsque Turner démissionne comme chef du parti le 7 février 1990. Il quitte la vie politique et s'engage à Toronto dans une société juridique.

### Vie privée
John Turner s'est marié le 11 mai 1963 à Geills McCrae Kilgour, Ils ont une fille, Elizabeth, et trois fils, Michael, David et Andrew.
En 1959, après avoir dansé et très longuement discuté avec la princesse Margaret, de nombreuses spéculations sur une éventuel romance ont circulé. Les deux personnalités sont restés amis leur vie durant,.

## Résultats électoraux

### Chambre des communes
| Élection          | Circonscription             | Parti | Parti   | Voix   | %    | Résultats |
| ----------------- | --------------------------- | ----- | ------- | ------ | ---- | --------- |
| Fédérales de 1962 | Saint-Laurent—Saint-Georges |       | Libéral | 7 227  | 51,9 | Élu       |
| Fédérales de 1963 | Saint-Laurent—Saint-Georges |       | Libéral | 8 552  | 58,3 | Élu       |
| Fédérales de 1965 | Saint-Laurent—Saint-Georges |       | Libéral | 6 920  | 60,1 | Élu       |
| Fédérales de 1968 | Ottawa—Carleton             |       | Libéral | 28 987 | 66,2 | Élu       |
| Fédérales de 1972 | Ottawa—Carleton             |       | Libéral | 31 316 | 47,4 | Élu       |
| Fédérales de 1974 | Ottawa—Carleton             |       | Libéral | 38 463 | 53,4 | Élu       |
| Fédérales de 1984 | Vancouver Quadra            |       | Libéral | 21 794 | 43,9 | Élu       |
| Fédérales de 1988 | Vancouver Quadra            |       | Libéral | 24 021 | 44,0 | Élu       |

## Archives
Il y a un fonds d'archives John Turner à Bibliothèque et Archives Canada.